# Honda NX-250 Dominator
Honda NX-250 Dominator motocykl kategorie enduro, vyvinutý firmou Honda, vyráběný v letech 1988–1993.
Dominator 250 se vyráběl jen krátkou dobu na přelomu osmdesátých a devadesátých let 20. století. Vodou chlazený (jako jediný z celé řady NX 125, 250, 400, 500 a 650) jednoválec s elektrickým startérem má slušný výkon 19 kW (17 až 21 kW dle roku výroby a země určení). Robustní konstrukce zajišťuje dobrou průchodnost terénem a životnost. Přestože vzhled NX 250 kopíruje klasickou šestsepadesátku, celá motorka je výrazně menší. Pro dodržení poměrů tak byla použita kola 19" a 16", namísto běžných 21" a 17".

## Technické parametry
- Rám: jednoduchý ocelový, pod motorem otevřený
- Suchá hmotnost: 118 kg
- Pohotovostní hmotnost: 133 kg
- Maximální rychlost: 128 km/h
- Spotřeba paliva: cca 3,5 l/100 km